# Ос, Эйнар
Эйнар Ян Ос (норв. Einar Jan Aas; род. 12 октября 1955, Мосс, Эстфолл) — норвежский футболист, защитник.

## Карьера

### Клубная
Эйнар Ос начал карьеру в команде второго дивизиона ФК «Мосс» в 1973 году. В 1976 году футболист помог ФК «Мосс» выйти в первый дивизион. Эйнар в первом дивизионе провёл 66 матчей и помог ФК «Мосс» занять 2 место в чемпионате Норвегии 1979 года. В 1979 году футболист перешёл в мюнхенскую «Баварию». 12 января 1980 года норвежец провёл первый матч за «Баварию» в кубке Германии. 26 января 1980 года Эйнар сыграл первый матч в Бундеслиге против «Шальке», в котором «Бавария» одержала победу со счётом 3:1. В чемпионате Германии 1979/80 защитник сыграл 6 матчей и забил 1 гол, «Бавария» выиграла чемпионат. В чемпионате Германии 1980/81 защитник сыграл 7 матчей и весной 1981 года перешёл в «Ноттингем Форест». В первом дивизионе футбольной лиги Англии 1980/81 футболист сыграл 7 матчей и забил 1 гол, «Ноттингем Форест» занял 7 место в чемпионате. В сезоне 1981/82 защитник сыграл 14 матчей в первом дивизионе Англии, «Ноттингем Форест» занял 12 место в чемпионате. В 1983 году футболист перешёл в «Мосс» и помог выиграть кубок Норвегии. В 1987 году сыграл 22 матча и помог своей команде выиграть чемпионат Норвегии.

### В сборной
30 июня 1977 года Эйнар Ос в товарищеском матче с Исландией дебютировал за сборную Норвегии. Исландия выиграла со счётом 2:1. В 1978—1979 годах футболист сыграл 8 матчей и забил 1 гол в отборочном турнире Евро-1980, Норвегия заняла последнее место в группе и не вышла в финальный турнир. В 1980—1981 годах Эйнар сыграл 7 матчей в отборочном турнире чемпионата мира 1982 года, в том числе матч против Англии 9 сентября 1981 года, в котором Норвегия одержала победу со счётом 2:1. Сборная Норвегия заняла последнее в группе 4 и не вышла в финальный турнир чемпионата мира. В 1981—1986 годах не играл за сборную Норвегии. В 1986 году Эйнар Ос сыграл три матча, в том числе два матча в отборочном турнире Евро-1988. С учётом чемпионата Северной Европы и квалификации футбольного турнира ОИ-1980 Эйнар Ян Ос сыграл 35 матчей и забил 3 гола.

## Статистика

### Матчи Оса за сборную Норвегии
| Матчи Оса за сборную Норвегии | Матчи Оса за сборную Норвегии | Матчи Оса за сборную Норвегии | Матчи Оса за сборную Норвегии | Матчи Оса за сборную Норвегии | Матчи Оса за сборную Норвегии       |
| ----------------------------- | ----------------------------- | ----------------------------- | ----------------------------- | ----------------------------- | ----------------------------------- |
| №                             | Дата                          | Соперник                      | Счёт                          | Голы Оса                      | Соревнование                        |
| 1                             | 30 июня 1977                  | Исландия                      | 1:2                           | —                             | Товарищеский матч                   |
| 2                             | 29 марта 1978                 | Испания                       | 0:3                           | —                             | Товарищеский матч                   |
| 3                             | 21 мая 1978                   | Ирландия                      | 0:0                           | —                             | Товарищеский матч                   |
| 4                             | 31 мая 1978                   | Дания                         | 1:2                           | —                             | Чемпионат Северной Европы 1978—1980 |
| 5                             | 9 августа 1978                | Финляндия                     | 1:1                           | —                             | Чемпионат Северной Европы 1978—1980 |
| 6                             | 30 августа 1978               | Австрия                       | 0:2                           | —                             | Чемпионат Европы 1980 (отбор)       |
| 7                             | 20 сентября 1978              | Бельгия                       | 1:1                           | —                             | Чемпионат Европы 1980 (отбор)       |
| 8                             | 25 октября 1978               | Шотландия                     | 2:3                           | 1                             | Чемпионат Европы 1980 (отбор)       |
| 9                             | 9 мая 1979                    | Португалия                    | 0:1                           | —                             | Чемпионат Европы 1980 (отбор)       |
| 10                            | 16 мая 1979                   | Ирландия                      | 0:0                           | —                             | Олимпийские игры 1980 (отбор)       |
| 11                            | 31 мая 1979                   | Ирландия                      | 2:1                           | —                             | Олимпийские игры 1980 (отбор)       |
| 12                            | 7 июня 1979                   | Шотландия                     | 0:4                           | —                             | Чемпионат Европы 1980 (отбор)       |
| 13                            | 28 июня 1979                  | Швеция                        | 0:2                           | —                             | Чемпионат Северной Европы 1978—1980 |
| 14                            | 9 августа 1979                | Финляндия                     | 1:0                           | —                             | Олимпийские игры 1980 (отбор)       |
| 15                            | 15 августа 1979               | Швеция                        | 2:0                           | —                             | Чемпионат Северной Европы 1978—1980 |
| 16                            | 29 августа 1979               | Австрия                       | 0:4                           | —                             | Чемпионат Европы 1980 (отбор)       |
| 17                            | 12 сентября 1979              | Бельгия                       | 1:2                           | —                             | Чемпионат Европы 1980 (отбор)       |
| 18                            | 26 сентября 1979              | ФРГ                           | 2:0                           | 1                             | Олимпийские игры 1980 (отбор)       |
| 19                            | 26 октября 1979               | Финляндия                     | 1:1                           | —                             | Олимпийские игры 1980 (отбор)       |
| 20                            | 1 ноября 1979                 | Португалия                    | 1:3                           | —                             | Чемпионат Европы 1980 (отбор)       |
| 21                            | 14 ноября 1979                | ФРГ                           | 1:0                           | —                             | Олимпийские игры 1980 (отбор)       |
| 22                            | 22 мая 1980                   | Болгария                      | 1:0                           | —                             | Товарищеский матч                   |
| 23                            | 4 июня 1980                   | Дания                         | 1:3                           | —                             | Чемпионат Северной Европы 1978—1980 |
| 24                            | 21 августа 1980               | Финляндия                     | 6:1                           | 1                             | Чемпионат Северной Европы 1978—1980 |
| 25                            | 10 сентября 1980              | Англия                        | 0:4                           | —                             | Чемпионат мира 1982 (отбор)         |
| 26                            | 24 сентября 1980              | Румыния                       | 1:1                           | —                             | Чемпионат мира 1982 (отбор)         |
| 27                            | 29 октября 1980               | Швейцария                     | 2:1                           | —                             | Чемпионат мира 1982 (отбор)         |
| 28                            | 29 апреля 1981                | Болгария                      | 0:1                           | —                             | Товарищеский матч                   |
| 29                            | 20 мая 1981                   | Венгрия                       | 1:2                           | —                             | Чемпионат мира 1982 (отбор)         |
| 30                            | 3 июня 1981                   | Румыния                       | 0:1                           | —                             | Чемпионат мира 1982 (отбор)         |
| 31                            | 17 июня 1981                  | Швейцария                     | 1:1                           | —                             | Чемпионат мира 1982 (отбор)         |
| 32                            | 9 сентября 1981               | Англия                        | 2:1                           | —                             | Чемпионат мира 1982 (отбор)         |
| 33                            | 20 августа 1986               | Румыния                       | 2:2                           | —                             | Товарищеский матч                   |
| 34                            | 24 сентября 1986              | ГДР                           | 0:0                           | —                             | Чемпионат Европы 1988 (отбор)       |
| 35                            | 29 октября 1986               | СССР                          | 0:4                           | —                             | Чемпионат Европы 1988 (отбор)       |

Итого: 35 матчей / 3 гола; 9 побед, 9 ничьих, 17 поражений.

## Достижения
- Чемпион Германии: 1979/80
- Чемпион Норвегии: 1987
- Обладатель кубка Норвегии: 1983